# Denominación de origen Los Pedroches
La denominación de origen Los Pedroches fue creada en la provincia de Córdoba (España) en 2006.

## Características
Tiene las siguientes antecedentes: 
- En mayo de 1991 se convoca por parte de la delegación de agricultura de la Junta de Andalucía una reunión con industriales y ganaderos de la zona, a la que asisten 70 personas, para estudiar la posibilidad de que los productos elaborados de cerdo ibérico en la comarca de Los Pedroches sean amparados por la figura de una denominación de origen.
- De ella sale una comisión, que es reconocida por la Consejería de Agricultura y Pesca de la Junta como Consejo Provisional, encargada de la elaboración del Reglamento de la Denominación.
- Simultáneamente se inicia el proceso de registro de la misma, encontrándose que existen diversas empresas que impiden el uso de dicha denominación.
- El 2 de septiembre de 2010, es publicado en el Diario Oficial de la Unión Europea el registro de la denominación de origen Los Pedroches.

Durante toda la fase de elaboración del reglamento se fueron manteniendo contactos permanentes, tanto con la administración andaluza como con la administración central, para que el desarrollo del mismo estuviera de acuerdo con ambas administraciones y de esa forma facilitar su reconocimiento.
Los productos definidos para su protección fueron jamones y paletas procedentes de cerdo ibérico o sus cruces, si bien en un principio se intentó proteger también los lomos, que hubieron de desecharse por la imposibilidad de marcaje durante todo el proceso.
Al objeto de acomodarse a la legislación comunitaria, las zonas de producción y de elaboración se han hecho coincidir y son los términos municipales del norte de la provincia de Córdoba, así como las zonas de cota superior a los 300 metros de los términos municipales de Adamuz, Hornachuelos, Posadas, Obejo, Montoro, Villaharta y Villaviciosa de Córdoba.

## Razas aptas
- La raza porcina ibérica y los cruzamientos con Duroc y Duroc Jersey de al menos un 75% de sangre de la primera.
- El Consejo Regulador debe fomentar el desarrollo de ganaderías de cría y reproducción del cerdo de raza ibérica en pureza y del incremento de la productividad de las piaras.

Según el sistema de explotación se clasifican en:
Bellota o terminado en montanera
- Edad mínima a la entrada 12 meses el ibérico y 10 meses para el cruzado.
- Peso máximo a la entrada 105 kg.
- Reposición mínima 50% del peso de entrada con bellota y hierba exclusivamente.
- Peso mínimo de sacrificio 140 kg.
- Fecha límite de sacrificio 31 de marzo y excepcionalmente 30 de abril.

Recebo
- Peso entre 80 y 120 kg. a la entrada en montanera.
- Reposición mínima 30% del peso de entrada.
- Finalizado con un pienso autorizado por el consejo regulador, o también aquel en que simultáneamente con el consumo de bellota se le suministra diariamente un máximo de 1,5 kg de pienso autorizado, reponiendo entonces al menos el 60% de su peso de entrada.
- Fecha máxima de sacrificio 30 de mayo.

## Etiquetado
Dependiendo de la alimentación durante la montanera, cada pieza recibirá un etiquetado diferente. Etiquetado oficial de la DO Los Pedroches]

## Sacrificio y despiece
Se ha de realizar en mataderos y salas de despiece inscritos en la denominación y bajo las siguientes condiciones:
- El sacrificio se ha de realizar como mínimo a las 12 horas de haberse recibido el animal en el mismo.
- Una vez despiezadas las extremidades se han de mantener en cámaras con temperatura entre 1 y 4 °C durante 24 o 48 horas.
- Serán desechadas las extremidades posteriores con peso inferior a 9 kg y las anteriores con peso inferior a 6 kg.